# Zöld fecskekolibri
A zöld fecskekolibri (Discosura conversii) a madarak (Aves) osztályának a sarlósfecske-alakúak (Apodiformes) rendjéhez, ezen belül a kolibrifélék (Trochilidae) családjához tartozó faj.

## Rendszerezése
A fajt Jules Bourcier és Étienne Mulsant írták le 1846-ban, a Trochilus nembe Trochilus conversii néven. Sorolták a Popelairia nembe is Popelairia conversii néven.

## Előfordulása
Costa Rica, Panama, Kolumbia és Ecuador területén honos. A természetes élőhelye szubtrópusi és trópusi síkvidéki- és hegyi esőerdők. Állandó, nem vonuló faj.

## Megjelenése
A hím testhossza 10 centiméter, a tojóé 7,5, testtömege 3 gramm. A hímnek hosszú faroktollai vannak.
|  |  |

## Életmódja
Nektárral táplálkozik.

## Természetvédelmi helyzete
Az elterjedési területe nagy, egyedszáma ugyan csökkenő, de még nem éri el a kritikus szintet. A Természetvédelmi Világszövetség Vörös listáján veszélyeztetett fajként szerepel.

## Külső hivatkozások
- Képek az interneten a fajról
- Internet Bird Collection - videók a fajról
- Xeno-canto.org - a faj hangja és elterjedési területe